# Горансон, Алисия
Алисия Горансон (англ. Alicia Goranson; род. 22 июня 1974, Эванстон, Иллинойс) — американская актриса.

## Биография
Алисия Линда Горансон родилась 22 июня 1974 года в городе Эванстон, штат Иллинойс, США. У неё есть старший брат Адам Скотт Горансон (род. 1972). Алисия изучала актёрское мастерство в Чикаго, затем окончила колледж Вассар.
Дебютировала на телевидении в 1988 году с ролью в сериале «Розанна», в котором снималась до 1996 года, а также в 2018 году. Затем снималась в фильмах «Лоскутное одеяло», «Парни не плачут», «Экстрамен» и других.
В 2001—2002 годах Алисия играла в нескольких постановках нью-йоркских театров.
В 2005 году она на 92 месте вошла в рейтинг VH1 «100 величайших звездных подростков».
С 2018 года играет в сериале «Коннеры».

## Фильмография
| Год       |     | Русское название                      | Оригинальное название                   | Роль                      |
| --------- | --- | ------------------------------------- | --------------------------------------- | ------------------------- |
| 1988—1996 | с   | Розанна                               | Roseanne                                | Бекки Коннер              |
| 1995      | ф   | Лоскутное одеяло                      | How to Make an American Quilt           | молодая Хай               |
| 1999      | ф   | Парни не плачут                       | Boys Don't Cry                          | Кэндис                    |
| 2004      | с   | Секс в большом городе                 | Sex & The City                          | Эмбер, биологическая мать |
| 2004      | с   | Закон и порядок: Специальный корпус   | Law & Order: Special Victims Unit       | Розалин Сильво            |
| 2004      | ф   | На четырех смертях                    | Death 4 Told                            | Джойс                     |
| 2005      | ф   | Любовь, Ладлоу                        | Love, Ludlow                            | Мира                      |
| 2007      | кор | Идеальное платье                      | The Perfect Dress                       | Кэндис                    |
| 2009      | с   | Грань                                 | Fringe                                  | татуированная девушка     |
| 2010      | ф   | Экстрамен                             | The Extra Man                           | Сандра                    |
| 2011      | кор | Убийца монстров                       | Monster Slayer                          | Сью                       |
| 2011      | с   | Голый в аквариуме                     | Naked in a Fishbowl                     | Блоссом Барни             |
| 2012      | с   | Схватка                               | Damages                                 | Салли                     |
| 2013      | кор | Вудхаус                               | The Wood House                          | Элеонор                   |
| 2015      | с   | Кооперация                            | Co-operation                            | Бонни                     |
| 2016      | с   | Внутри Эми Шумер                      | Inside Amy Schumer                      | Эми №3                    |
| 2018      | ф   | Ураган Бьянка: Из России с ненавистью | Hurricane Bianca: From Russia with Hate | Анжела Джо                |
| 2018      | с   | Розанна                               | Roseanne                                | Бекки Коннер-Хили         |
| 2018—2023 | с   | Коннеры                               | The Conners                             | Бекки Коннер-Хили         |
| 2019      | ф   |                                       | Buck Run                                | Мисти                     |

## Награды и номинации
| Год  | Награда                      | Категория                                              | Работа  | Результат |
| ---- | ---------------------------- | ------------------------------------------------------ | ------- | --------- |
| 1989 | Молодой актёр                | Лучшая молодая актриса                                 | Розанна | Номинация |
| 1990 | Молодой актёр                | Лучшая молодая актриса второго плана в телесериале     | Розанна | Номинация |
| 2008 | TV Land Awards               | Innovator Award                                        | Розанна | Победа    |
| 2021 | Выбор телевизионных критиков | Лучшая женская роль второго плана в комедийном сериале | Коннеры | Номинация |
| 2022 | Humanitas Prize              | Комедийный телесериал                                  | Коннеры | Номинация |